# Viktor Röthlin
Viktor Röthlin (ur. 14 października 1974 w Kerns) – szwajcarski lekkoatleta specjalizujący się w biegach długich oraz maratońskich.
W 1997 zadebiutował na dużej międzynarodowej imprezie zajmując odległe miejsce w mistrzostwach świata w półmaratonie. Rok później ponownie wystąpił w czempionacie w półmaratonie oraz zajął dziewiętnaste miejsce w biegu na 5000 metrów podczas mistrzostw Europy. Na igrzyskach olimpijskich w Sydney był 36. w maratonie, a w 2003 na mistrzostwach świata w Paryżu był czternasty. Nie ukończył – poprowadzonego z Maratonu do Aten –
biegu maratońskiego na igrzyskach olimpijskich w 2004. Pierwszy znaczący sukces odniósł w 2006 kiedy został wicemistrzem Europy, a w 2007 zdobył brąz na mistrzostwach świata. W Pekinie podczas kolejnych igrzysk olimpijskich zajął wysokie szóste miejsce. Mistrz Europy z Barcelony (2010). Wielokrotny medalista mistrzostw Szwajcarii na różnych dystansach oraz reprezentant kraju w pucharze Europy i pucharze Starego Kontynentu w biegu na 10 000 metrów.
Najlepszy rezultat w maratonie – 2:07:23 (17 lutego 2008, Tokio); wynik ten był do 2016 rekordem Szwajcarii.

## Osiągnięcia

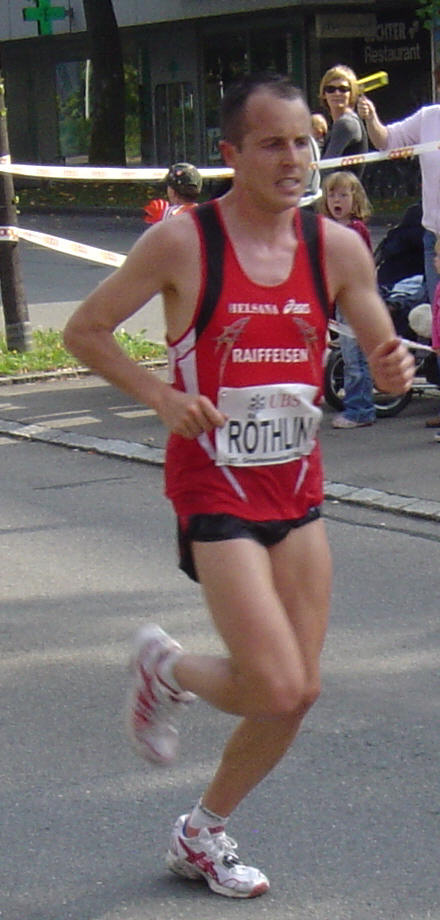
Viktor Röthlin w 2006

| Rok  | Impreza                               | Miejsce             | Lokata                  | Konkurencja | Wynik    |
| ---- | ------------------------------------- | ------------------- | ----------------------- | ----------- | -------- |
| 1997 | Puchar Europy w biegu na 10 000 m     | Barakaldo           | bieg na 10 000 m        | 18. miejsce | 28:55,72 |
| 1997 | I liga pucharu Europy                 | Dublin              | bieg na 5000 m          | 3. miejsce  | 13:54,41 |
| 1997 | Mistrzostwa świata w półmaratonie     | Koszyce             | półmaraton              | 54. miejsce | 63:29    |
| 1998 | Puchar Europy w biegu na 10 000 m     | Lizbona             | bieg na 10 000 m        | 3. miejsce  | 28:25,51 |
| 1998 | I liga pucharu Europy                 | Budapeszt           | bieg na 3000 m          | 5. miejsce  | 8:00,43  |
| 1998 | Mistrzostwa Europy                    | Budapeszt           | bieg na 10 000 m        | 19. miejsce | 29:37,53 |
| 1998 | Mistrzostwa świata w półmaratonie     | Uster               | półmaraton              | 58. miejsce | 64:30    |
| 1999 | Puchar Europy w biegu na 10 000 m     | Barakaldo           | bieg na 10 000 m        | 19. miejsce | 28:41,96 |
| 2000 | Puchar Europy w biegu na 10 000 m     | Lizbona             | bieg na 10 000 m        | 13. miejsce | 28:22,53 |
| 2000 | I liga pucharu Europy                 | Bærum               | bieg na 5000 m          | 3. miejsce  | 13:49,88 |
| 2000 | Igrzyska olimpijskie                  | Sydney              | bieg maratoński         | 36. miejsce | 2:20:06  |
| 2001 | Puchar Europy w biegu na 10 000 m     | Barakaldo           | bieg na 10 000 m        | 18. miejsce | 29:29,30 |
| 2001 | Półmaraton PHILIPS Piła               | Piła                | półmaraton              | 2. miejsce  | 62:47    |
| 2002 | Mistrzostwa Europy                    | Monachium           | bieg maratoński         | 16. miejsce | 2:16:16  |
| 2003 | Mistrzostwa świata w biegu na przełaj | Lozanna             | bieg przełajowy (4 km.) | 34. miejsce | 11:47    |
| 2003 | Mistrzostwa świata                    | Paryż – Saint Denis | bieg maratoński         | 14. miejsce | 2:11:14  |
| 2004 | Igrzyska olimpijskie                  | Ateny               | bieg maratoński         | –           | DNF      |
| 2006 | Puchar Europy w biegu na 10 000 m     | Antalya             | bieg na 10 000 m        | 5. miejsce  | 28:52,86 |
| 2006 | Mistrzostwa Europy                    | Göteborg            | bieg maratoński         | 2. miejsce  | 2:11:50  |
| 2007 | Mistrzostwa świata                    | Osaka               | bieg maratoński         | 3. miejsce  | 2:17:25  |
| 2008 | Igrzyska olimpijskie                  | Pekin               | bieg maratoński         | 6. miejsce  | 2:10:35  |
| 2010 | Mistrzostwa Europy                    | Barcelona           | bieg maratoński         | 1. miejsce  | 2:15:31  |
| 2012 | Igrzyska olimpijskie                  | Londyn              | bieg maratoński         | 11. miejsce | 2:12:48  |
| 2014 | Mistrzostwa Europy                    | Zurych              | bieg maratoński         | 5. miejsce  | 2:19:56  |